# South Hampton (New Hampshire)
South Hampton est une ville américaine située dans le comté de Rockingham, dans le New Hampshire. Sa population était de 844 habitants en 2000 et sa superficie de 20,7 km2.
42° 52′ 52″ N, 70° 57′ 49″ O